# Elcat Electric Vehicles
Elcat — производитель и импортёр грузовых электромобилей со штаб-квартирой в Ярвенпяа, Финляндия.

## Описание
Компания Elcat Electric Vehicles была основана в 1974 году. Она принадлежала производителю электроэнергии под названием Fortum до тех пор, пока в начале XXI века не было снижено производство.
Первое время компания начала работать над проектированием электромобилей для северных климатических условий. Первые прототипы были изготовлены в 1985 году в рамках совместного предприятия с японским автопроизводителем Subaru на базе Sambar, Dias и Domingo, а первый коммерческий автомобиль был выпущен в 1990 году. Эксплуатанты автомобилей Elcat — почтовое отделение Финляндии Posti Group и Стокгольмская служба доставки.
Производитель Elcat прекратил производство электромобилей в 2002 году и перешёл к импорту электромобилей. Компания импортировала и продавала электрические квадрициклы, гольф-кары и автомобили для технического обслуживания, а также электрические мопеды и велосипеды.
20 апреля 2017 года компания Elcat Electric Vehicles была признана банкротом.

## Модельный ряд
- Cityvan (максимальная скорость 72 км/ч, запас хода 70 км)
- Cityvan 200 (максимальная скорость 80 км/ч, запас хода 70 км)
- Cityvan 202 (максимальная скорость 90 км/ч, запас хода 80 км)
- Citywagon 202 (максимальная скорость 88 км/ч, запас хода 76 км)